# Coulicou de Vieillot
Coccyzus melacoryphus
Espèce
Statut de conservation UICN

 LC  : Préoccupation mineure
Le Coulicou de Vieillot (Coccyzus melacoryphus) est une espèce d'oiseau de la famille des Cuculidae. C'est une espèce monotypique (non subdivisée en sous-espèces).

## Répartition
Son aire s'étend à travers la majeure partie de l'Amérique du Sud (dont Trinité-et-Tobago et les îles Galápagos).